# ダルフセン
ダルフセン（オランダ語: Dalfsen [ˈdɑlfsə(n)] ( 音声ファイル)、オランダ低ザクセン語: Dalsen）は、オランダのオーファーアイセル州サラント地方に位置する基礎自治体（ヘメーンテ）、町。前者は、2001年1月1日にそれまでのニーウレーセン (Nieuwleusen) とダルフセンの各ヘメーンテが合併して生まれた。

## 地区
| - アンクム (Ankum) - ダルフセン (Dalfsen) - ダルフセルフェルト (Dalfserveld) - ダルムスホルテ (Dalmsholte) - デ・マルスフク (De Marshoek) - デ・メーレ (De Meele) - エメン (Emmen) - ヘルネル (Gerner) - ヘッスム (Hessum) - ホーンホルスト (Hoonhorst) | - レーメレルフェルト (Lemelerveld) - レンテ (Lenthe) - レーセネルフェルト (Leusenerveld) - ニーウレーセン (Nieuwleusen) - アウドレーセン (Oudleusen) - アウドレーセネルフェルト (Oudleusenerveld) - レヒテレン (Rechteren) - ストレンクハール (Strenkhaar) - ウェルスム (Welsum) |

## ギャラリー

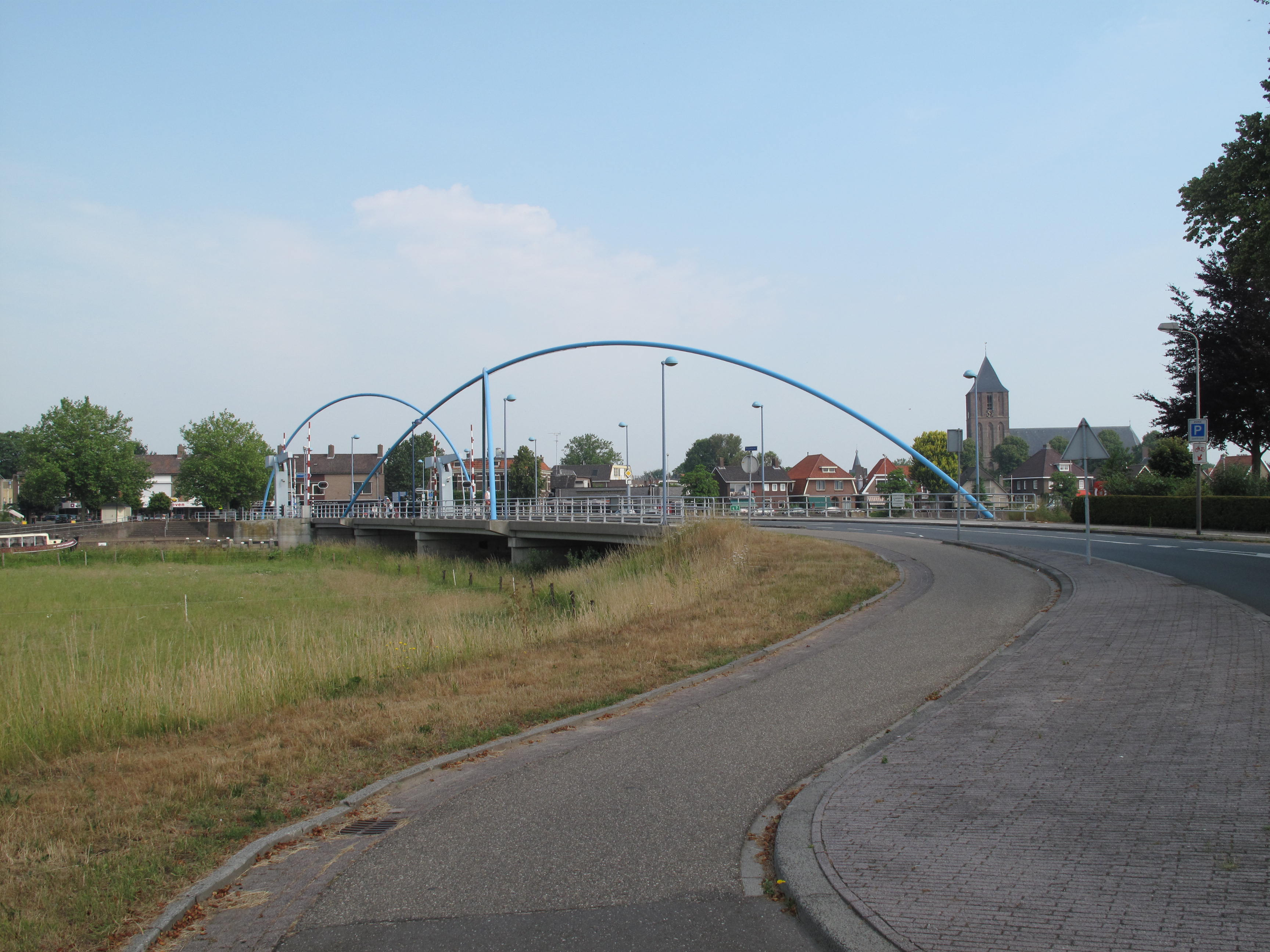
ダルフセン市街方向
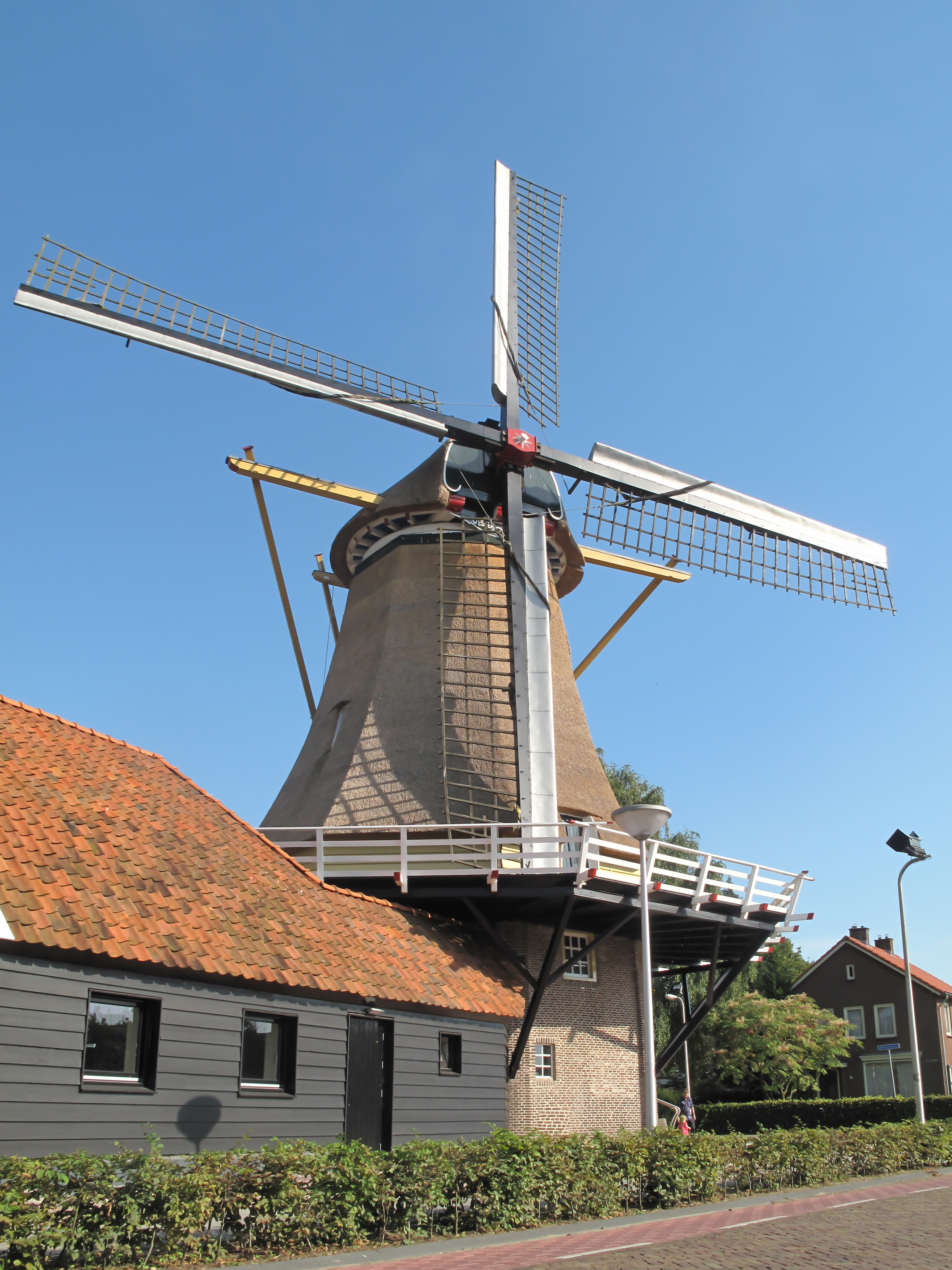
ダルフセンの風車
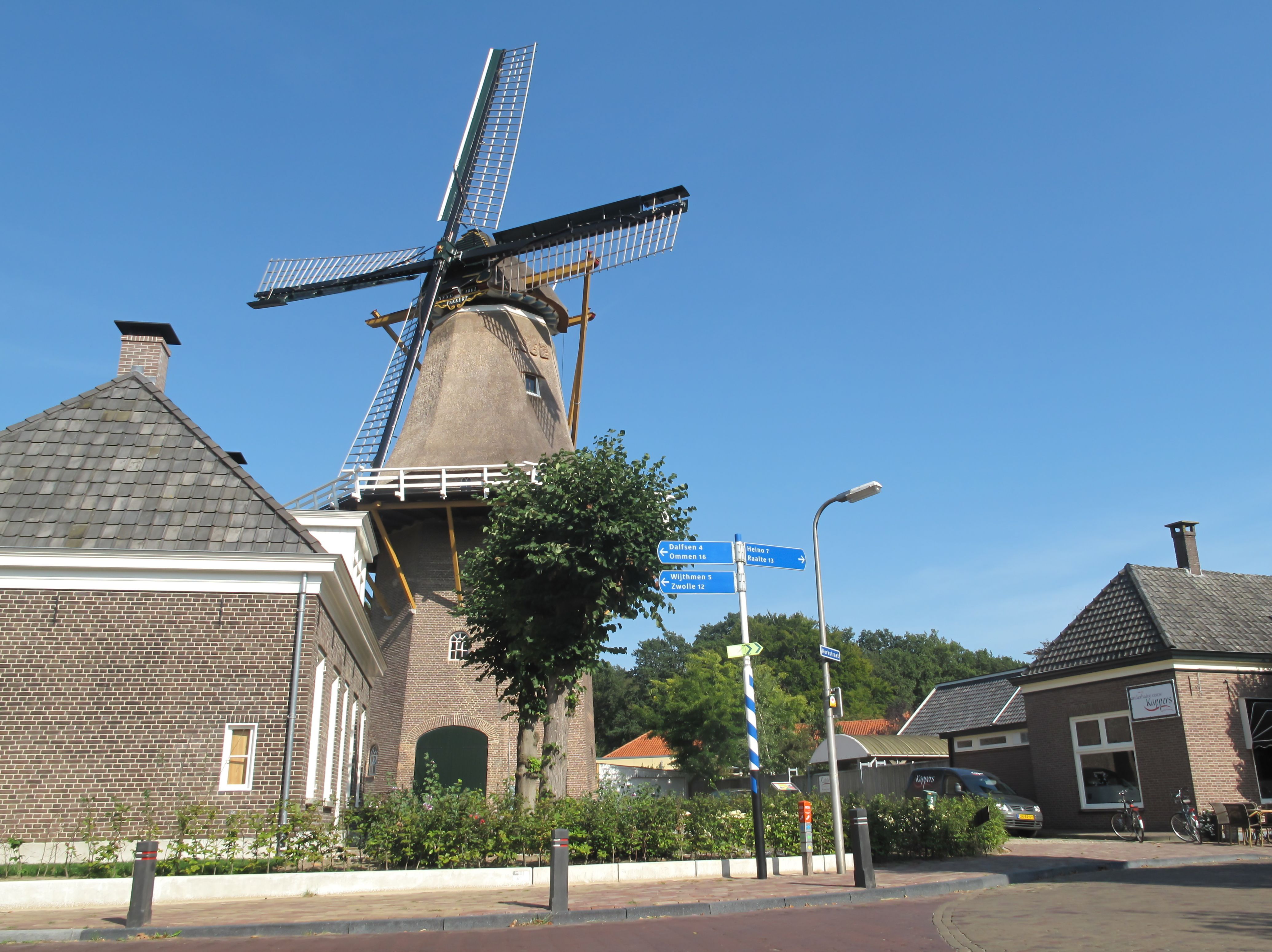
ホーンホルストの風車

### 地図
2013年に作製されたダルフセン市の地勢図

## 出身者
- マイケル・キーフテンベルト - サッカー選手
- レネ・アイケルカンプ - サッカー選手
- エルベン・ベンネマルス - スピードスケート選手